# Aero Mongolia
Aero Mongolia (mongolisch Аэро Монголиа) ist eine mongolische Fluggesellschaft mit Sitz in Ulaanbaatar und Basis auf dem Chinggis Khaan International Airport.

## Geschichte
Aero Mongolia wurde 2002 von Mongolian Airlines gegründet und begann mit ersten Flügen am 25. Mai 2003. Sie sollte als Zubringer für Mongolian Airlines, Korean Air, Air China und Aeroflot dienen, um deren internationale Ziele am Flughafen Ulaanbaatar zu fördern. Die Fluggesellschaft hatte im Oktober 2008 130 Angestellte.
Die erste Fokker 50 wurde im Dezember 2002 geliefert. Die ersten Fokker 100 im Januar 2006. Mit Ankunft der Fokker 100 nahm Aero Mongolia erstmals Flüge nach Südkorea auf. Ende 2006 wurde eine Linie nach Tianjin in China eingerichtet.

## Flugziele
Aero Mongolia bedient vorwiegend nationale Ziele. Zudem bietet sie auch ein internationales Ziel in Russland und zwei Ziele in China an.

## Flotte
Mit Stand April 2024 besteht die Flotte der Aero Mongolia aus vier Flugzeugen mit einem Durchschnittsalter von 19,4 Jahren:
| Flugzeugtyp     | Luftfahrzeugkennzeichen | Anmerkungen | Sitzplätze |
| --------------- | ----------------------- | ----------- | ---------- |
| Airbus A319-100 | JU-1199                 |             |            |
| Embraer ERJ-145 | JU-1800                 |             | 50         |
| Embraer ERJ-145 | JU-1802                 |             | 50         |

In der Vergangenheit betrieb Aero Mongolia auch die Flugzeugmodelle Fokker 50 und Fokker 100.
2024 hatte die Fluggesellschaft einen zweiten Airbus A319-100 im Bestand.